# 謝永河
謝永河（1910年—？），臺灣日治到戰後時期臺灣登山家、登山作家，筆名「山豬哥」，着有《北郊山踏查行》。

## 生平
謝永河從母姓，小學畢業至臺灣總督府任工友，後來父親王德要接造漆廠的家業，謝永河才離職經營王德油漆行。
日治時代，臺灣有台灣山嶽會、萬華登山會、趣味登山會，其中萬華登山會負責人即謝永河。中華山岳協會的理事長蔡禮樂在日治時代就和謝永河一起登山。因謝永河身高185公分又強壯，能領頭探查一等三角點，同好稱他「一等三角點」。日本戰敗後、臺灣岳界接收日本人的台灣山嶽會時，謝永河會籍號碼是「一」號。
1960、70年代，謝永河投注心力探查山徑，自己深入各山頭。踏查時他會固定在一區域的群山，如曾花一年在三峽登山。他主張真正的登山人不可挑食，要多瞭解各山區的特性。他自認自己的登山風格是隨性所至、安全為重，就如野山豬，故投稿發表心得時以「山豬哥」作筆名，並以六十年登山經驗著作《北郊山踏查行》兩集。在《民生報》撰寫戶外旅遊專文的黃德雄評謝永河、邢天正的登山書可比鹿野忠雄作品。
謝永河十一名子女有六人出國留學。六十歲以後，他考上國立中興大學應用經濟系，耗五年畢業。
謝永河七十九歲時仍經常踏查郊山。他中風後不再爬山，在1995年報導時八十六歲的他還去東吳大學讀日文研究所。